# Thessalia cynisca
Thessalia cynisca är en fjärilsart som beskrevs av Frederick DuCane Godman och Osbert Salvin 1882. Thessalia cynisca ingår i släktet Thessalia och familjen praktfjärilar. Inga underarter finns listade i Catalogue of Life.